# Tyska skolgränd

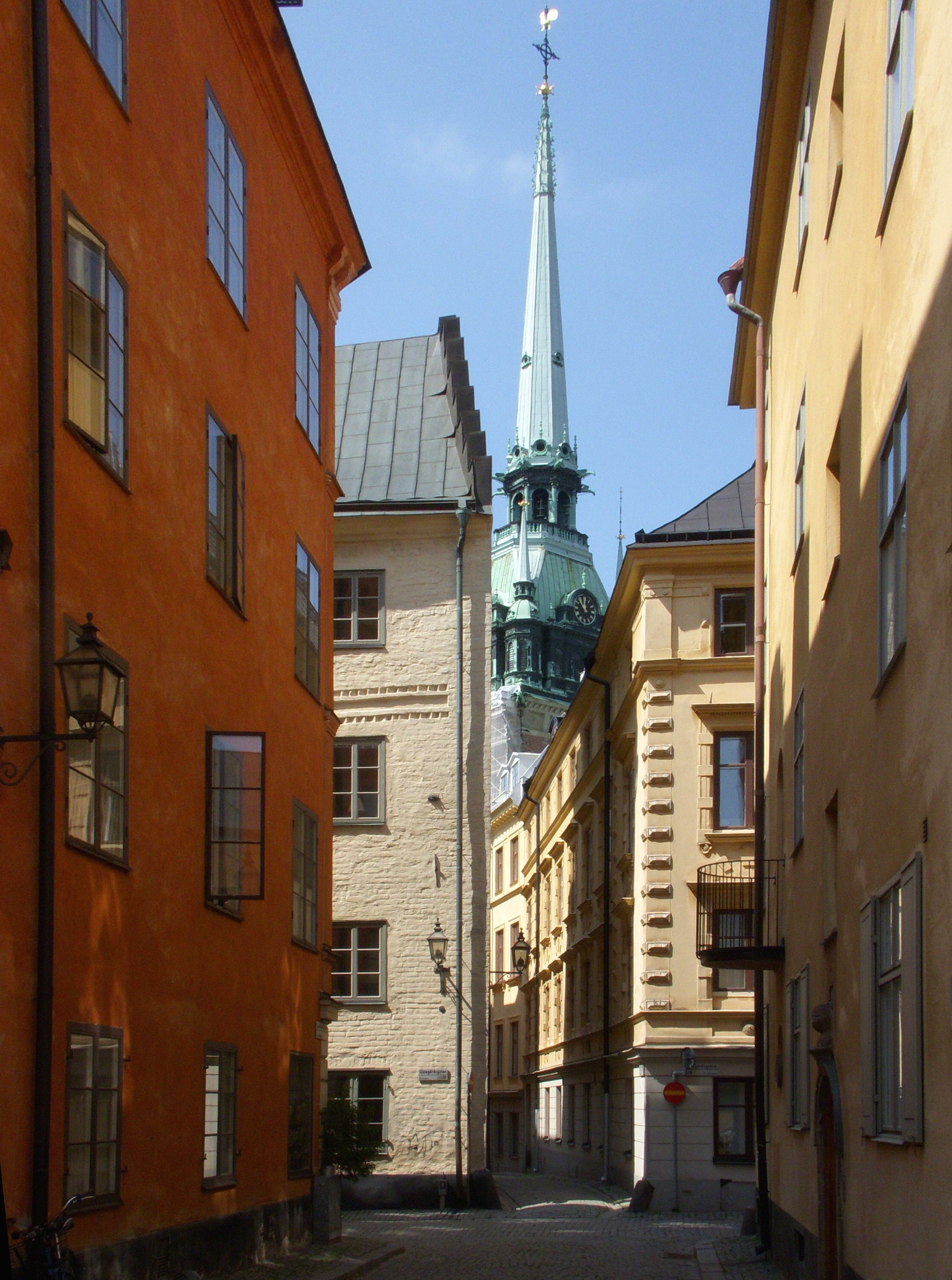
Tyska skolgränd med Tyska kyrkan i bakgrunden.

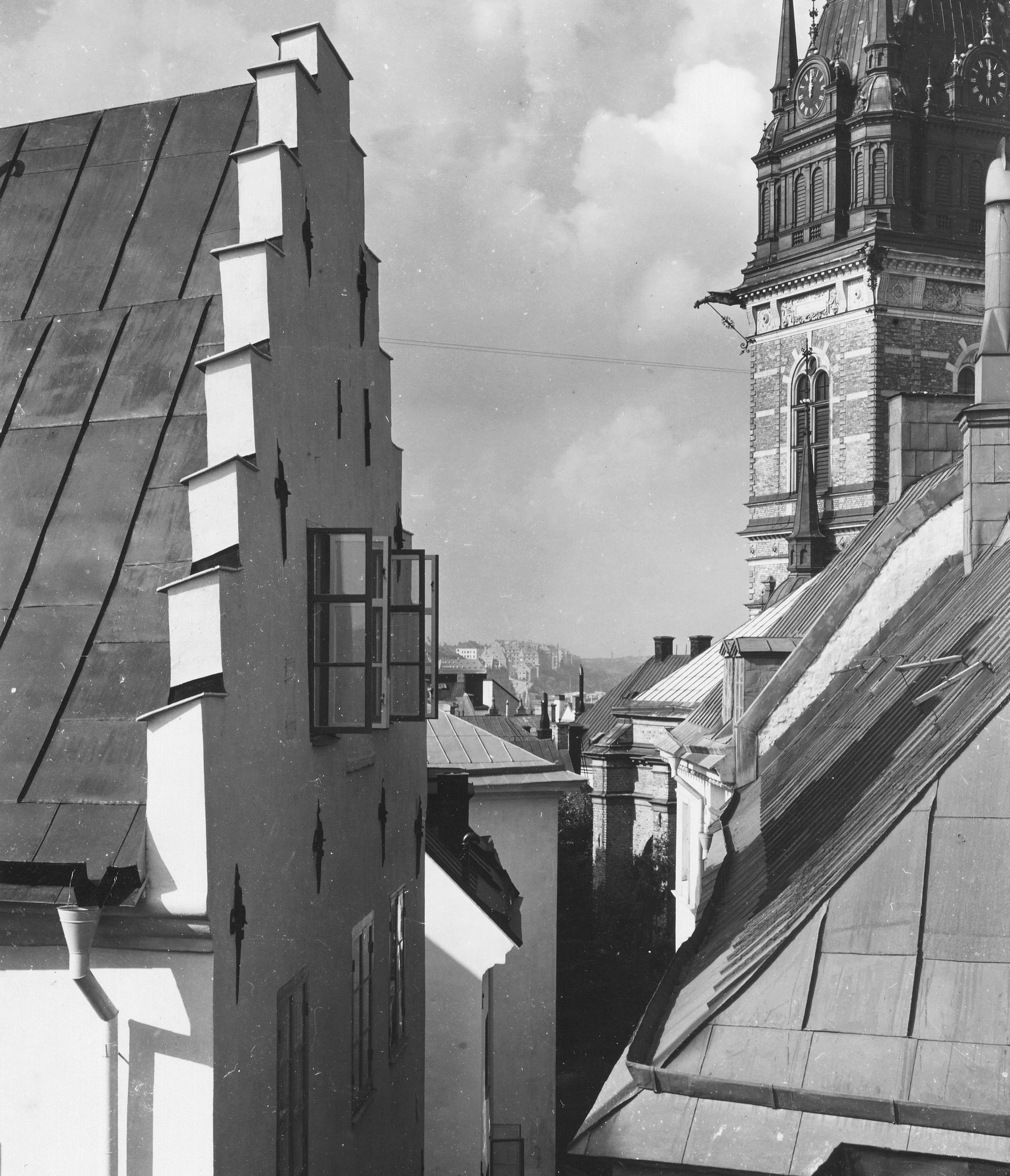
Medeltida trappgavel på Zetterströms hus.

Tyska skolgränd är en gränd i Gamla Stan i Stockholm som går mellan Baggensgatan och Svartmangatan. Gränden fick sitt nuvarande namn 1885.

## Historik
Redan under 1500-talets senare del fanns i en byggnad (nuvarande Själagårdsgatan 8) en tysk skola. 1626 förvärvade Tyska församlingen denna tomt och lät uppföra där Tyska skolans första lokal som stod färdig 1670. Därefter har den flera gånger om- och tillbyggts. På grändens norra sida låg Vårfrugillet av den tyska nationen bildat på 1300-talet, vilket gav upphov till namnet Gillstugegaten (1579).

## Fastigheter
- "Tyska skolgränd 1" är från 1938. På samma tomt låg det tyska Vårfrugillet, som bildades på 1300-talet.
- "Tyska skolgränd 6" har en sandstenskartusch ovanför porten som sattes dit 1670 då en utökning av Tyska skolan skedde.
- "Zetterströmska huset" (efter klensmedsålderman Niclas Zetterström) i korsningen med Själagårdsgatan har en medeltida trappstegsgavel i behåll.